# کتابخانه باز
کتابخانهٔ باز (به انگلیسی: Open Library) یک بایگانی اینترنتی و پروژه آنلاین برای ساختن «یک صفحه اینترنتی برای هر کتاب منتشر شده» است. کتابخانه باز یک سازمان غیرانتفاعی است، که بخشی از هزینه آن از سوی کتابخانه ایالتی کالیفرنیا و بنیاد کیل/آستین تأمین می‌شود. اطلاعات کتاب‌های آن از کتابخانه کنگره، آمازون.کام و دیگر کتابخانه‌ها گردآوری می‌شود.